# Pont du Pays de Liège
Le pont du Pays de Liège est un pont autoroutier inauguré début juin 2000 lors de l'ouverture de la liaison liaison E40-E25 à la circulation, il permet d'enjamber la Meuse et de relier ainsi Angleur à Cointe.
Établi par le bureau d'étude Greisch, il est d'une longueur de 162 mètres.

## Structure
Le pont est du type à haubans.
En venant de Cointe vers les Ardennes, il se compose successivement :
- la culée en rive gauche de la Meuse
- d'une travée de 31,5m sur le Quai Banning
- d'une travée de 162m sur la Meuse.
- du pylône d'une hauteur de 70m
- d'une culée contre-poids d'une longueur de 134m.

La travée sur la Meuse et la culée contre-poids sont soutenus par 22 haubans chacun.
La travée sur la Meuse a été réalisée par poussage depuis la rive droite de la Meuse.
La culée contre-poids constitue la première partie du tunnel de Kinkempois.

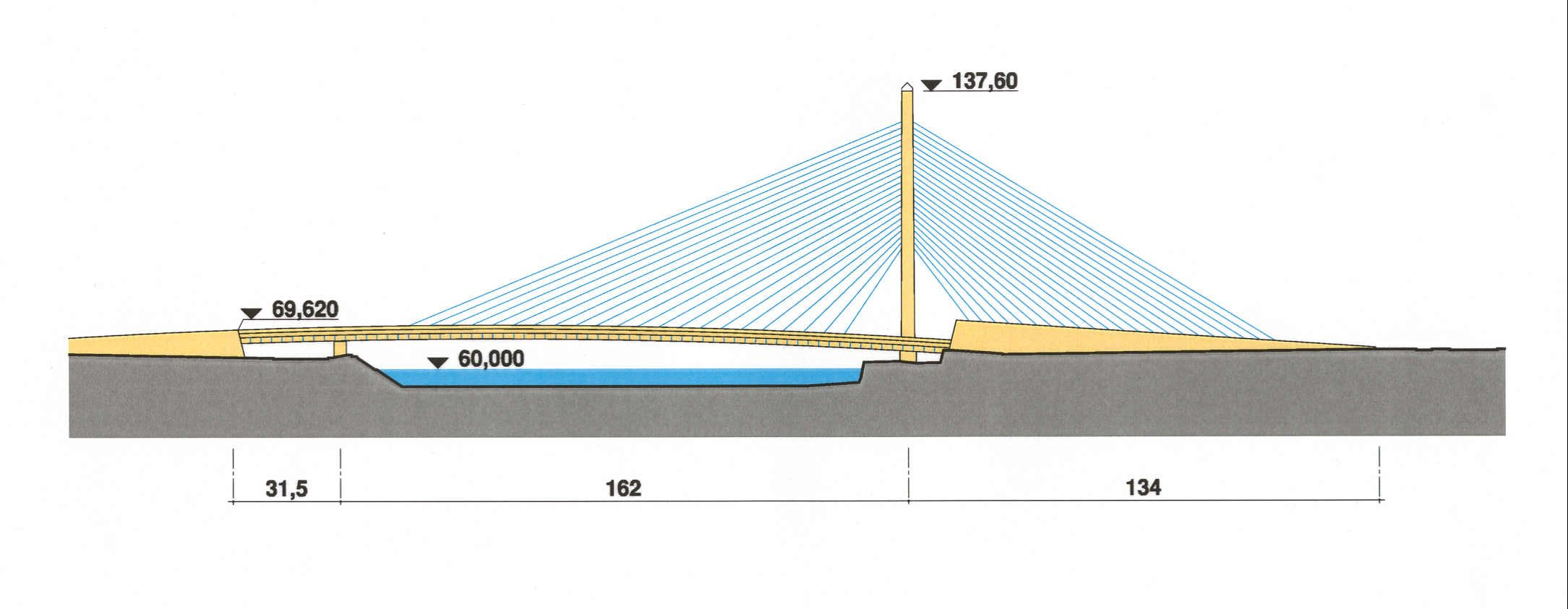
Vue en élévation

## Galerie d'images

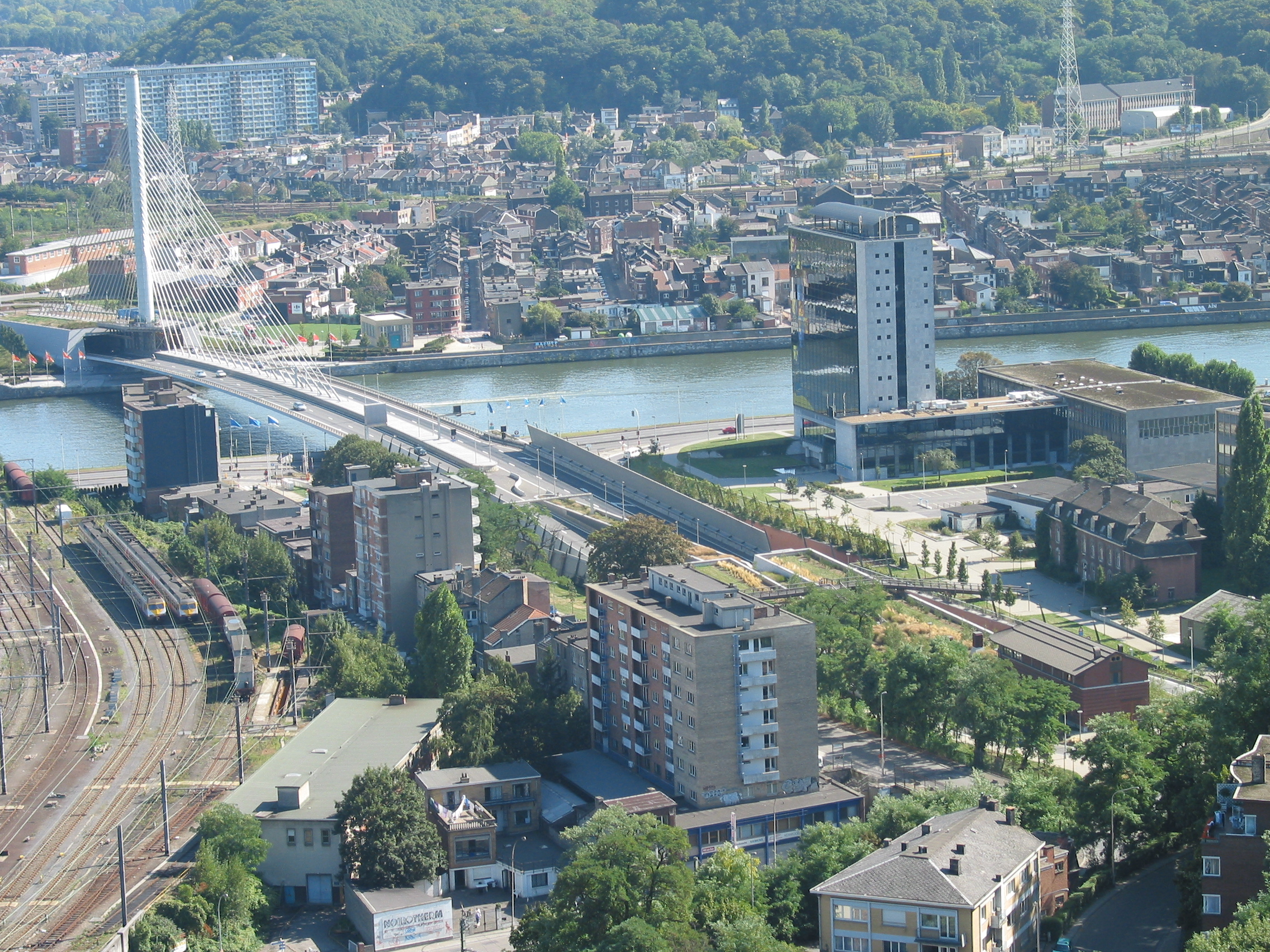
Le pont du Pays de Liège vu de Cointe
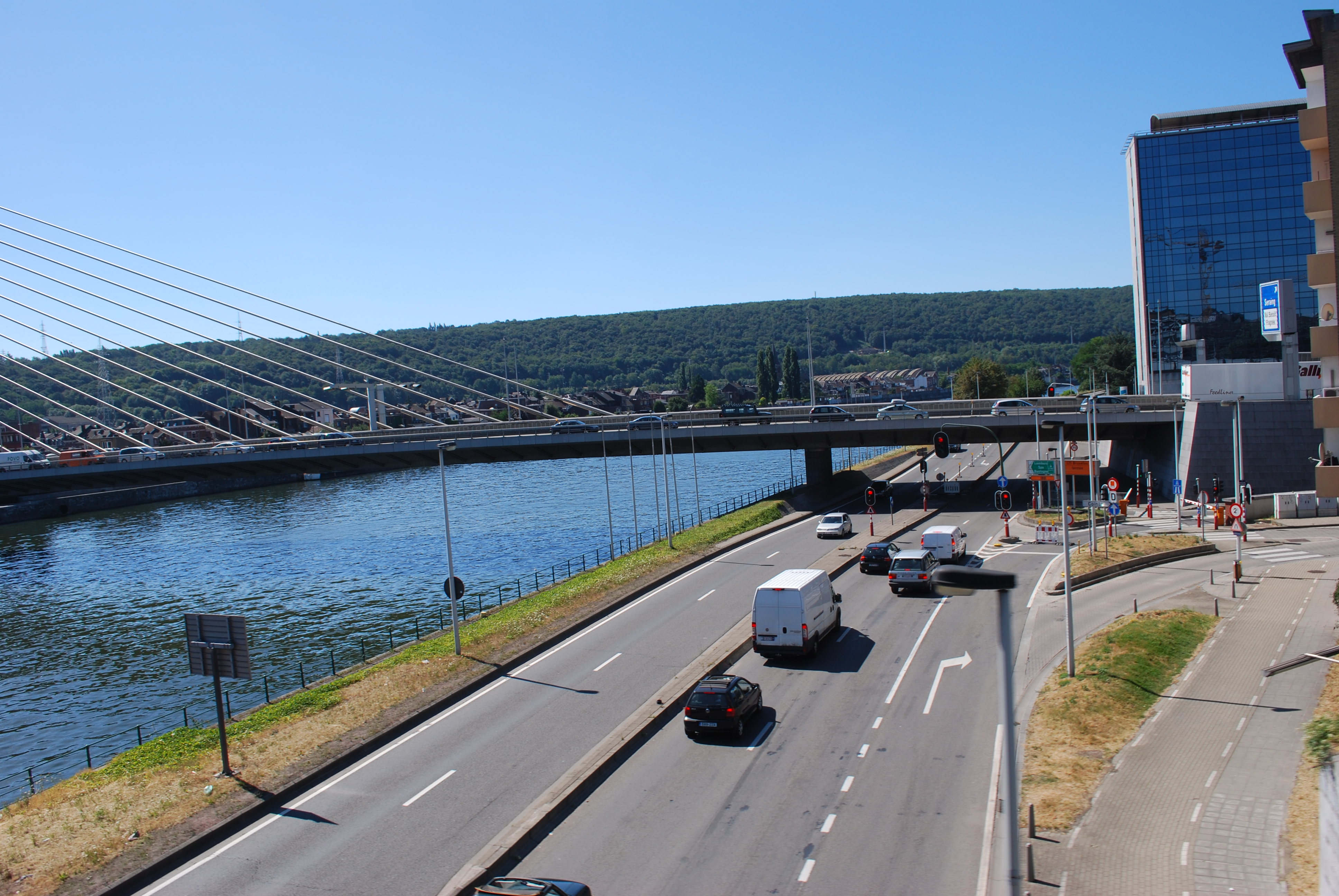
Le pont vu depuis le quai Banning
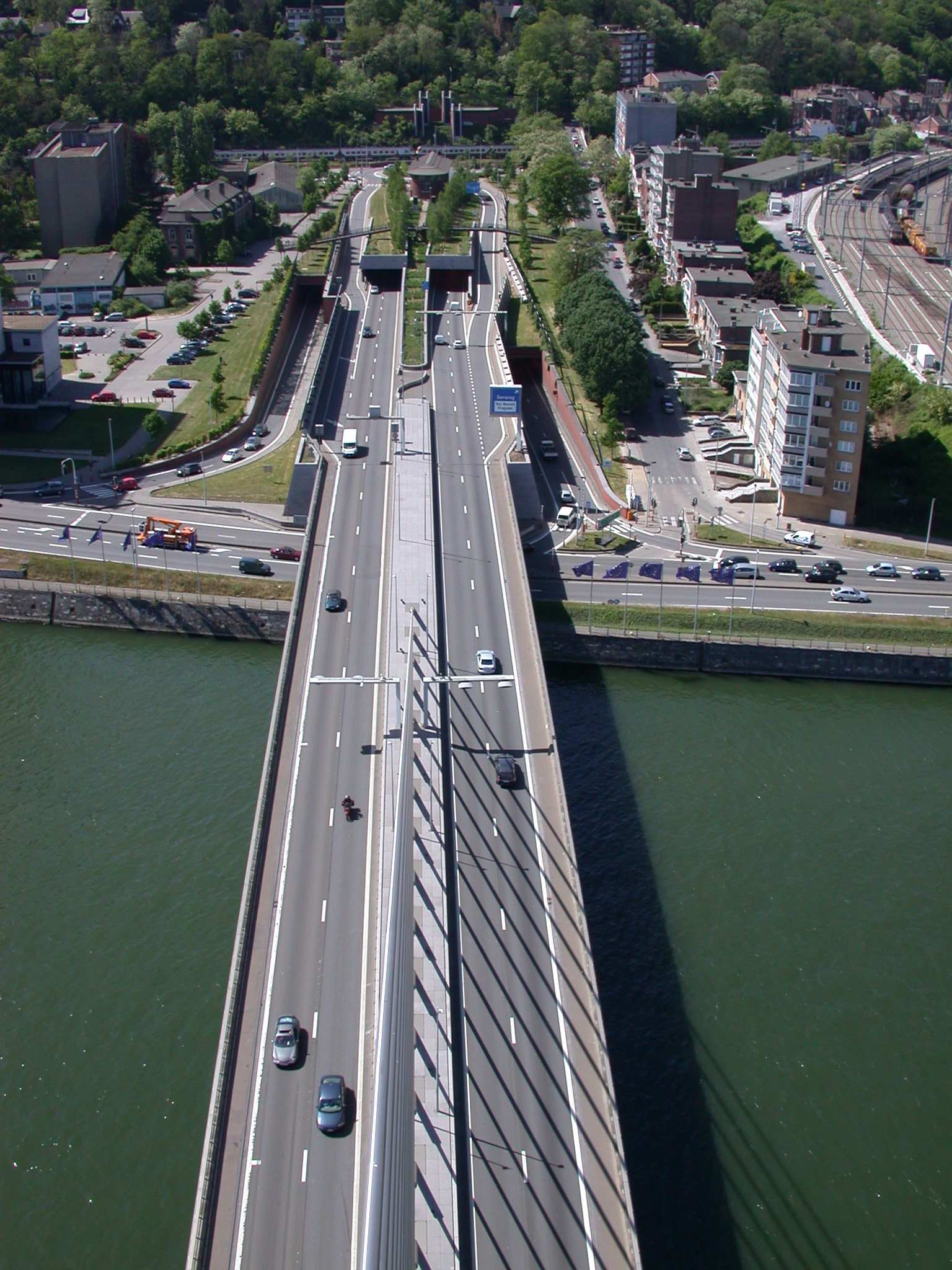
Vue depuis le sommet du pylône vers la Meuse et l'entrée des tunnels de Cointe
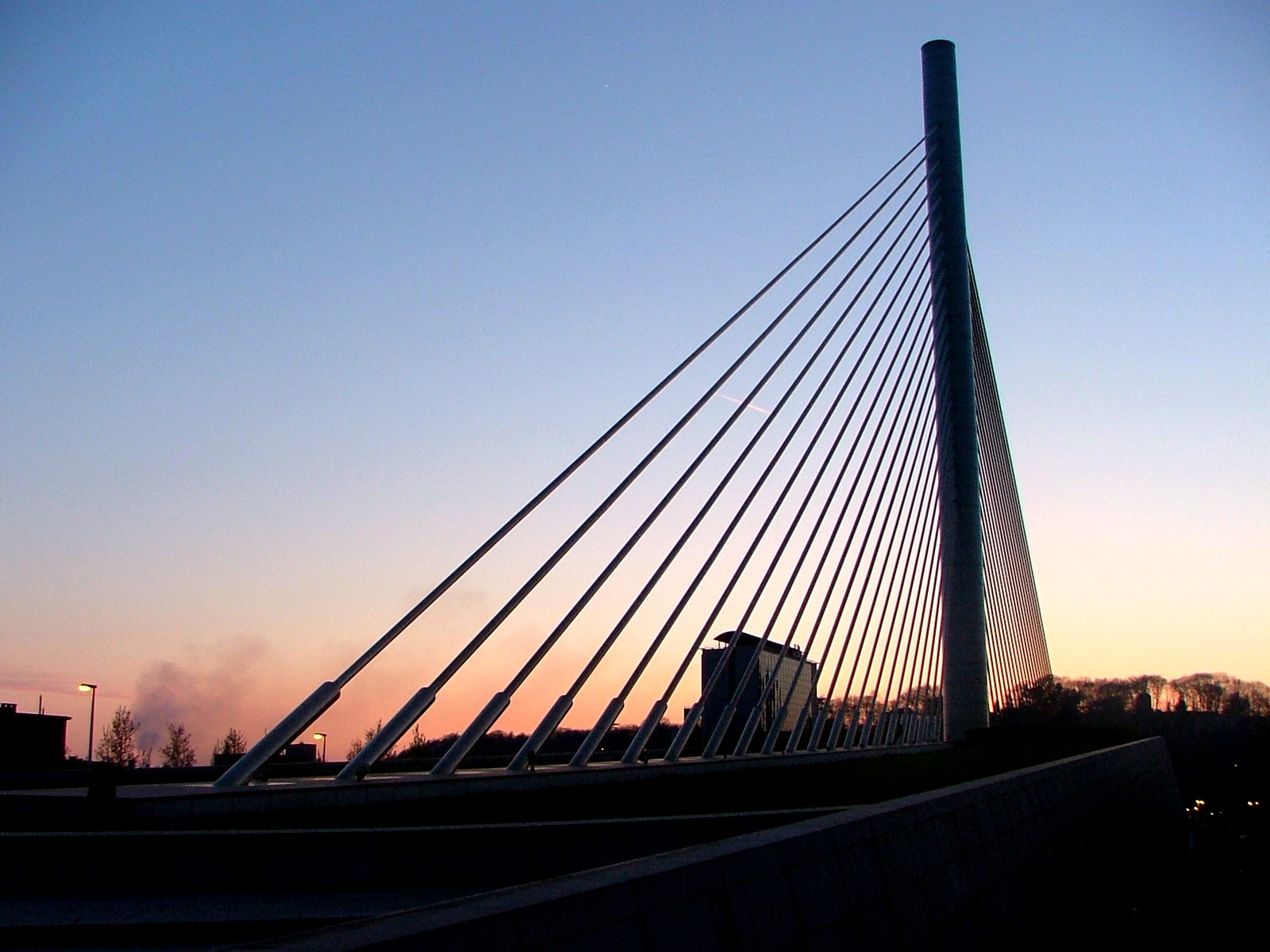
Le pont en 2007